# Die Ratgeber
Die Ratgeber ist ein seit dem 1. April 2019 vom hr-fernsehen werktäglich live produziertes multithematisches Ratgeber-Magazin. Das Sendeformat wurde auf der Basis von Zuschauer- und Mediennutzungsforschung entwickelt und soll, so hr-Fernsehdirektorin Gabriele Holzner, modernes Fernsehen mit Nutzwert bieten. Das Magazin ersetzt die bisherigen Service-Sendungen im Vorabendprogramm.

## Sendungskonzept
Im Unterschied zu monothematischen Verbrauchermagazinen wie die von 1971 bis 2014 produzierten ARD-Ratgeber behandelt die Sendung in kurzen Beiträgen ein breites Spektrum von Themen rund um Verbraucher, Gesundheit, Ernährung, Reise, Haus und Garten sowie Ausflugs- und Freizeit-Tipps. Da die Sendung live produziert wird, kann auf tagesaktuelle Fragen (etwa Grippewelle oder Unwetter) mit passenden Tipps oder Expertengesprächen im Studio reagiert werden. Die Sendung wird im wöchentlichen Wechsel von Anne Brüning und Daniel Johé moderiert. Geleitet wird das Redaktionsteam, das neben den Moderatoren noch 15 Redakteure und fünf Redaktionssekretärinnen umfasst, von Claudia Bohm. Im Herbst 2019 wurde ein „Sendungscheck“ durchgeführt, um zu testen wie die einzelnen Rubriken bei den Zuschauern ankommen. Im Rahmen der 2019 beschlossenen „digital first“-Strategie des hr sollen die Social-Media-Aktivitäten der Sendung auf Facebook weiter ausgebaut werden.

## Beiträge (Auswahl)

### Rechte als Verbraucher
Fakeshops: Betrug im Internet, Ärger bei Flixbus-Fahrten, Aus der Versicherung geflogen – was nun ?, Parkplatzärger: Knöllchen auf dem Supermarktplatz, Regionale Energie – Ökostrom vom Nachbarn, Bahnärger – So kommen Sie zu Ihrem Recht, Schlüsseldienst – Achtung Abzocke, Große Versprechen, nichts dahinter – Die Gewinnspiel-Abzocke

### Ernährung und Gesundheit
Schimmel in Lebensmitteln, Transfette im Essen vermeiden, Backofen reinigen leicht gemacht, Schön und faltenfrei durch Beautydrinks?, Durchfall-Bakterien im Hähnchenfleisch abtöten, Probleme mit den Venen: Krampfadern und Thrombosen, Fleischampel – Wieder ein neues Fleisch-Label ?, Pollenallergie – heftiger durch Trockenperioden, Kardio-Fit-Training: innovative Schulung für Herzpatienten, Zucker in Lebensmitteln

### Produkttests
Schoko-Osterhasen im Test, Die Alternative zur Kuh – Milch aus Pflanzen, Honig im Test – Was steckt drin ?, Navigationsgerät oder Google Maps – wer leitet uns schneller?, Sauce Hollandaise Geschmackstest 2019, Fahrradschlösser – Welche sind sicher?, Saugroboter im Test, Boden-, Freiland- oder Biohaltung – Welche Eier schmecken am besten?, Alexa, Siri und Co. – Digitale Assistenten

### Reise- und Ausflugstipps
Fast wie in freier Wildbahn – Der Wildpark Gersfeld, Mit Kegelbahn und Streuobstwiese – Gasthof Zum Hohen Lohr in Battenhausen, Stressfreies Warten – kostenlose Angebote am Frankfurter Flughafen, Prag – eine der schönsten Städte der Welt, Vom Vogel- zum Tierpark – Der Tierpark Herborn, Kapstadt – Metropole mit provinziellem Charme